# 스즈키 다카유키
스즈키 다카유키(일본어: 鈴木 隆行, 1976년 6월 5일, 일본 히타치시~)는 일본의 전 축구 선수이다. 현역 시절 포지션은 스트라이커였으며, 신체 조건과 피지컬이 우수했으나 득점력이 부족해 '수비형 스트라이커'라는 별명이 있었다.

## 구단 경력
1995년 J1리그의 가시마 앤틀러스에 입단했다. 1998년과 2000년 제프 유나이티드 이치하라와 가와사키 프론탈레에서 뛰었다. 2005년까지 가시마 앤틀러스에서 87경기에 출전하여, 17득점을 넣었다. 2007년 요코하마 F. 마리노스로 이적했다. 2011년부터 2015년까지 J2리그의 미토 홀리호크와 제프 유나이티드 지바에서 뛰었다. 2015년후 현역 은퇴.

## 국가대표팀 경력
그는 2001년 4월 25일 스페인과의 경기에서 일본 국가대표팀에 데뷔했다. 2001년 FIFA 컨페더레이션스컵 준우승에 기여했다. 2002년 FIFA 월드컵때 벨기에와의 첫 경기에서 동점골을 기록했었다. 2004년 AFC 아시안컵에도 출전, 우승에 기여했다. 그는 2005년까지 국제 A매치 통산 55경기에 출전, 11득점을 넣었다.

## 통계
| 일본 | 일본 | 일본 |
| 연도 | 출전 | 득점 |
| ---- | ---- | ---- |
| 2001 | 10   | 3    |
| 2002 | 13   | 1    |
| 2003 | 4    | 0    |
| 2004 | 18   | 6    |
| 2005 | 10   | 1    |
| 통산 | 55   | 1    |